# Justin Reed
Pour les articles homonymes, voir Reed.
Justin Michael Reed, né le 16 janvier 1982 à Jackson au Mississippi et mort le 20 octobre 2017, est un joueur américain de basket-ball.

## Carrière

### Carrière universitaire
En 2001, sous la tutelle de l'entraîneur Rod Barnes, Justin Reed est devenu un joueur polyvalent et une force dominante dans la Conférence du Sud-Est.
Lors de chacune de ses quatre années à l'université du Mississippi, Justin Reed a dirigé l'équipe sur le terrain et dans le vestiaire. En tant que recrue, Reed a mené les Rebels vers deux victoires de la NCAA .

### Carrière NBA
Après sa carrière réussie en tant qu'avant à l'université du Mississippi, Justin Reed a été sélectionné au deuxième tour (40e au total) par les Boston Celtics dans le repêchage de la draft 2004 de la NBA. Après une saison et demie avec peu de temps de jeu, il a été échangé aux Minnesota Timberwolves le 26 janvier 2006, dans une affaire multi-joueurs; il a connu un succès de 40 matchs avec les Timberwolves et, à la fin de la saison, est devenu un agent libre. Le Minnesota l'a ensuite récompensé par un contrat de trois ans d'une valeur de 4 310 500 $.
Le 14 juin 2007, il a été officiellement annoncé que Reed et son coéquipier Mike James seraient échangés aux Rockets de Houston, contre Juwan Howard. Il a ensuite été laissé libre par les Rockets sans avoir paru dans un seul match pour eux.
Justin Reed est mort d'un angiosarcome le 20 octobre 2017.